# Rusty Wailes
Richard "Rusty" Donald Wailes (även känd vid smeknamnet Perfect Oarsman ), född 21 mars 1936 i Edmonds, Washington, USA, död 11 oktober 2002 på Lake Washington, var en amerikansk roddare.